# Velika Pisanica
Velika Pisanica est un village et une municipalité située dans le comitat de Bjelovar-Bilogora, en Croatie. Au recensement de 2001, la municipalité comptait 2 151 habitants, dont 68,62 % de Croates et 14,23 % de Serbes ; le village seul comptait 1 181 habitants.

## Localités
La municipalité de Velika Pisanica compte 8 localités :
- Babinac
- Bačkovica
- Bedenička
- Čađavac
- Nova Pisanica
- Polum
- Ribnjačka
- Velika Pisanica

## Personnalités liées à Velika Pisanica
- Le peintre Edo Murtic (1921-2005) y est né.
- L'historien de l'art et académicien serbe Vojislav J. Đurić (1925-1996) est né à Velika Pisanica[4].